# Giovanni Morbelli
Giovanni Morbelli (Casale Monferrato, 8 luglio 1874 – Casale Monferrato, 13 maggio 1947) è stato un chimico e inventore italiano.
Nato in una famiglia di imprenditori del cemento, si laurea in Chimica pura presso l'Università di Torino. Dopo aver prestato servizio nella prima guerra mondiale come ufficiale del Genio, Giovanni Morbelli nel 1929 inventa il cosiddetto Asbest-Zement Morbelli, un tipo di fibrocemento che, oltre ad eliminare quasi del tutto l'aerodiffusione delle particelle cancerogene dell'asbesto, consentiva un sostanziale miglioramento della solidità delle condotte idriche, permettendo così l'irrigazione di vaste aree coltivabili come in Argentina dove fu largamente utilizzato.
Nello stesso anno, il prodotto viene brevettato a Berlino e, successivamente nel 1937, anche negli Stati Uniti.
Nel 1904 Morbelli aveva fondato a Genova la rivista Il Cemento, primo periodico del settore, dove era stato sia l'istitutore, sia il maggior esponente; ad essa si aggiungeranno in seguito Il cemento armato e Le industrie del cemento dedicate al calcolo delle strutture ed alla chimica dei leganti idraulici. Premiate cinque volte con medaglia d'oro e poste sotto gli auspici della Presidenza del Consiglio dei ministri, le pubblicazioni continueranno fino al 1969.
Giovanni Morbelli muore il 13 maggio 1947 dopo un lungo periodo di infermità causato dai postumi di un incidente stradale.